# 潮聲的回憶
《潮聲的回憶》（日语：／ Shiosai no Memorī，又譯《潮騷的回憶》、《追憶如潮》），是日本女歌手小泉今日子的第41張單曲，於2013年7月31日發售，為小泉自1999年後相隔14年再次發表的單曲。

## 簡介
單曲由宮藤官九郎填詞，大友良英和Sachiko M（松原幸子）擔任作曲。
《潮聲的回憶》（潮騒のメモリー）在小泉今日子有份參演的NHK晨間小說連續劇《小海女》（あまちゃん）中被設定為一首由鈴鹿博美（鈴鹿ひろ美，藥師丸博子飾演）演唱，並於1986年的同名電影中成為主題曲的歌曲。然而因為鈴鹿博美在劇中是名音痴，因此天野便成為幕後代唱者，單曲也因而以「天野春子（小泉今日子）」的名義發行。劇中主角能年玲奈及橋本愛組成的組合「潮聲的回憶組」（潮騒のメモリーズ）和藥師丸博子也曾分別演唱本曲。
在《小海女》於第64回NHK紅白歌合戰中的番外篇特別演出中，小泉今日子自1988年的第39回NHK紅白歌合戰的25年後再次登上紅白舞台，並與「潮聲的回憶组」和藥師丸博子分別演唱本曲，其中藥師丸更是首次以歌手身分在紅白歌合戰中演唱。
大友良英和Sachiko M憑這首歌獲得第55回日本唱片大賞的作曲賞。本作也獲得了第78回日劇學院賞的最佳主題曲賞。

## 銷售反應
受《小海女》的高收視和人氣帶動，單曲發行首週初動銷量7.8萬張，在2013年7月30日Oricon公信榜單曲日榜排行第3位，並於2013年8月1日起連續3日獲得第1位。日本唱片協会對此單曲授予銷量達10万以上的金唱片（ゴールドディスク）称号。截至2013年9月27日，單曲總銷量達14.8万。

## 收錄曲目
1. 潮聲的回憶（潮騒のメモリー） - 4:07
  - 作詞：宮藤官九郎
  - 作曲：大友良英、Sachiko M
  - 編曲：大友良英
  - 弦樂重編：江藤直子
  - 和聲重編：makoring & 三途川組（サンズリバーズ）
  - NHK晨間小說連續劇《小海女》的插曲
2. 潮聲的回憶（Original Karaoke）

## 製作團隊
- 鋼琴：江藤直子
- 電子琴：近藤達郎
- 吉他：今堀恆雄（日语：今堀恒雄），大友良英
- 貝斯：川井忍（日语：かわいしのぶ）
- 鼓，打擊樂器：芳垣安洋（日语：芳垣安洋）
- 弦樂：金原（日语：金原千恵子）Strings（金原ストリングス）
- 和聲：三途川組（高瀨“Makoring”麻里子、飯田希和、加藤圭子）[13]
- 音頻工程師：薮原正史
- 導演：木谷徹
- 制作：佐佐木次彥
- 製作人：荒卷太一（USO）

## 海外發行
台灣
配合《小海女》在台灣的播映，代理商環球唱片在2014年1月時，以數位上架（網路付費下載／播放）方式發行此單曲。

## 外部連結
- 《潮聲的回憶》專題頁面 （页面存档备份，存于）（日語）
- JVC Music 唱片介紹 （页面存档备份，存于）（日語）